# Guzgán

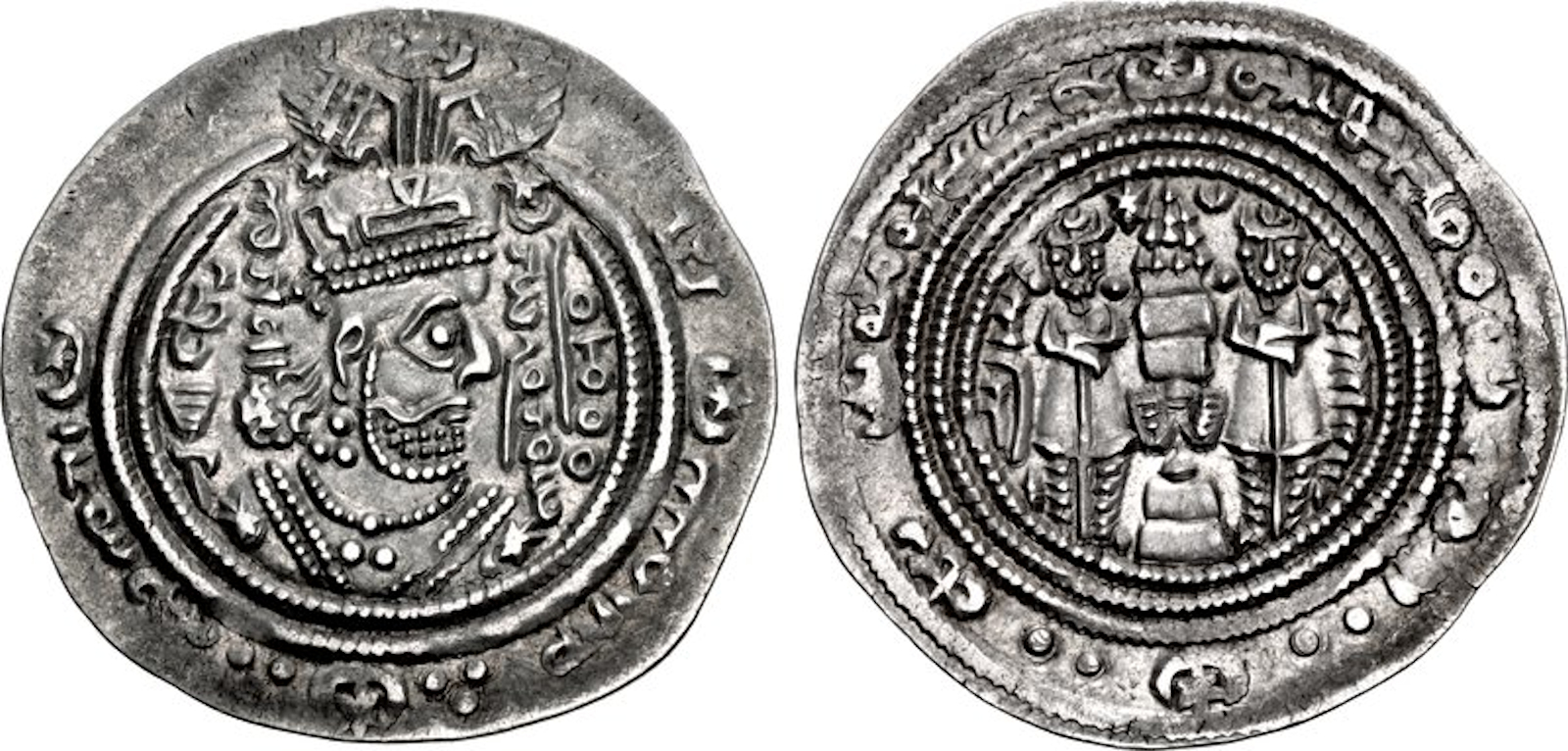
Zhulād de Gōzgān fue un gobernante iraní de la región de Guzgán y vasallo de los Yabghus de Tocaristán. Acuñación datada en 688 CE.

Guzgán ( en persa: گوزگان‎, también conocido como Gozgan, Guzganan o Quzghan, en árabe Juzjan o Juzjanan ) fue una región histórica y principado altomedieval en lo que hoy en día es el norte de Afganistán, en la frontera con Turkmenistán.

## Etimología
La zona era conocida como "Guzgán" o en su forma plural "Guzganan", de ahí en árabe "Juzjan"/"Juzjanan". El orientalista Vladimir Minorsky derivó el nombre de una palabra que significa "nuez", un producto por el que la zona todavía es conocida en la actualidad. El erudito del siglo XIX Henry George Raverty sugirió que la forma plural surgió de la división de la región en dos partes por el río Murghab.

## Geografía

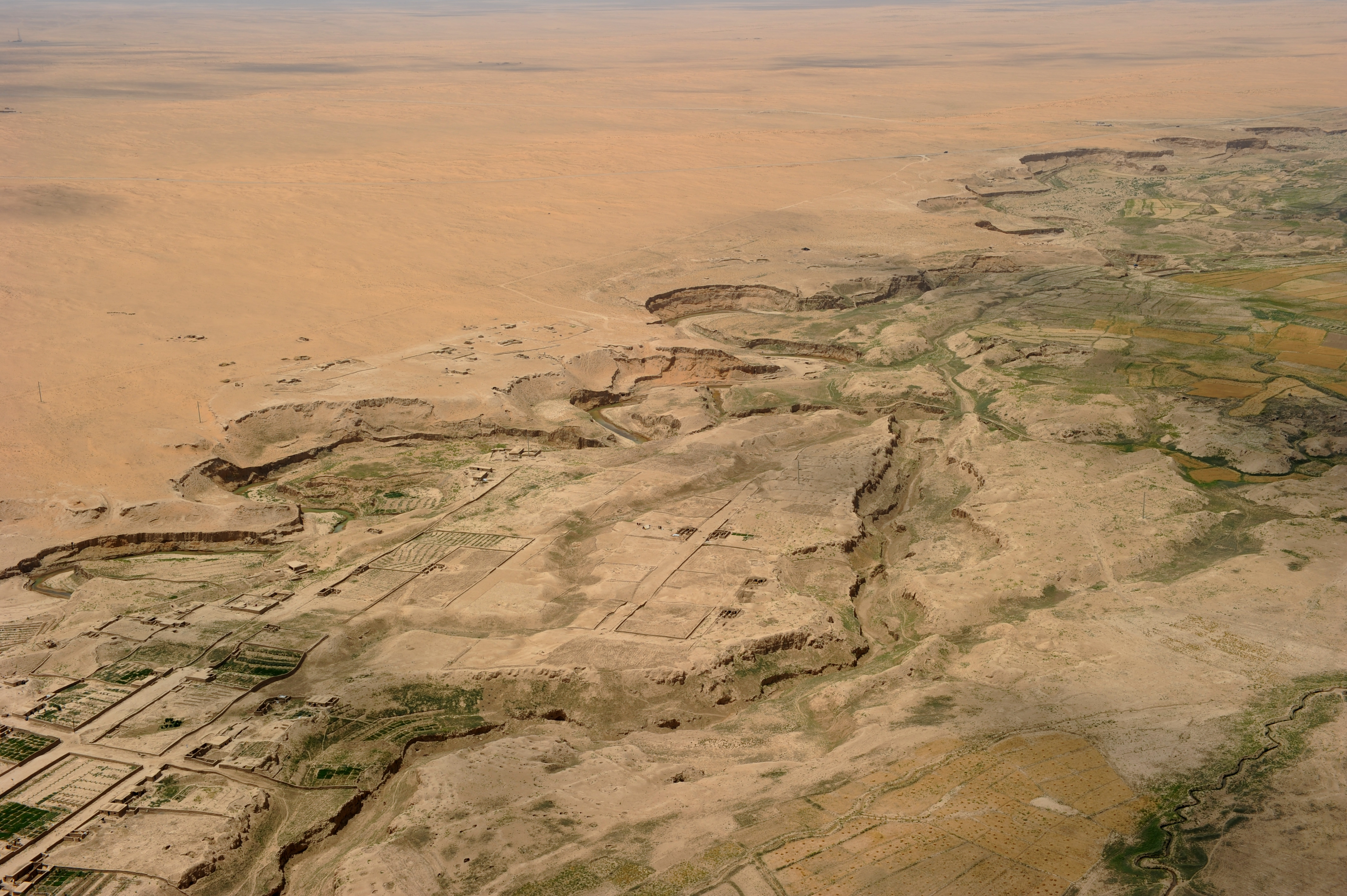
Arroyo cerca de la provincia de Yauzyán.

Los límites de Guzgán nunca estuvieron bien definidos y fluctuaron enormemente con el tiempo. Ciertamente no guardan relación con los límites administrativos modernos de la provincia de Yauzyán, que lleva su nombre, o de la vecina provincia de Faryab, pero históricamente incluían las tierras alrededor de las ciudades de Maimana (capital de la provincia de Faryab), Andhvoy, Sibargan (capital de la provincia de Yauzyán) y Sar-e Pol (capital de la provincia homónima ). Situada en la zona de transición entre las estepas de Asia Central y la meseta iraní, la región se caracterizaba por una mezcla de poblaciones urbanas sedentarias en los fértiles valles fluviales, junto con tribus nómadas dedicadas al pastoreo, lo que es señalado como la principal fuente de riqueza de la región por los geógrafos medievales. Su ubicación también significó que se utilizara a menudo como ruta para los ejércitos que marchaban hacia y desde Irán hacia Asia Central. 

## Historia
A principios del siglo VII Guzgán se consideraba como parte del Tocaristán, una región correspondiente a Bactriana. Como lo atestiguan documentos legales que datan tentativamente de finales del siglo VII y principios del VIII, el área estaba controlada por una familia local que usaba a Gozgan como nombre dinástico, una costumbre de la época. Se nombran varios, entre ellos Zhulad Gozgan y Skag Gozgan, presuntamente uno de sus sucesores.
El Reino de Rob, en el que se encontraron numerosos documentos en lengua bactriana, estaba situado al sureste del Reino de Guzgán. 

### Conquista árabe

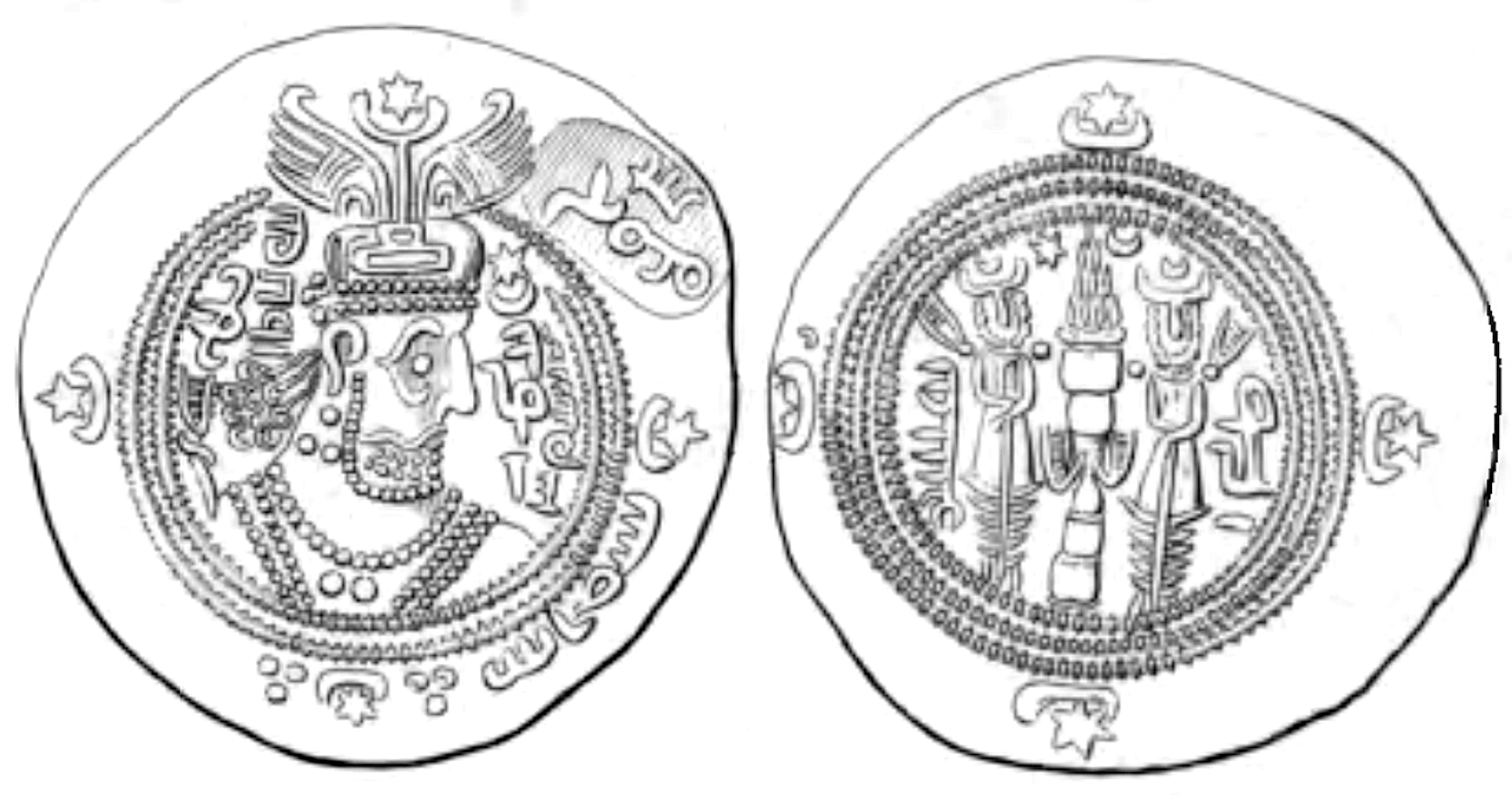
Moneda de Cosroes II con la contramarca de Skag Gozgan (borde superior derecho).

Guzgán fue conquistado por los árabes bajo el mando de al-Ahnaf ibn Qays en 653/4, como parte de la conquista musulmana de Persia . Pero durante el gobierno del califa Rashidun Ali (656-661), los árabes fueron expulsados del este de Irán, hasta Nishapur, y el sasánida Peroz III pudo establecer cierto nivel de control con la ayuda de los yabghus de Tocaristán en Sistán. El khaganato turco occidental fue tomado por la dinastía Tang en 657 CE, y la mayoría de sus territorios se convirtieron en protectorados del Imperio Tang y se organizaron en comandancias regionales, como fue el caso de la región de Guzgán.  
En 737, el área fue el lugar de la decisiva batalla de Jaristán entre los árabes de Asad ibn Abdallah al-Qasri y los turgeses del khagan Suluk .  En 743, el Alid Yahya ibn Zayd, hijo de Zayd ibn Ali, se rebeló pero fue derrotado y asesinado en Guzgán por las fuerzas del gobernador omeya Nasr ibn Sayyar . Su tumba se volvió posteriormente en lugar de peregrinación.En la época abasí, el gobernador local residía en Anbar, posiblemente la moderna Sar-e Pol, pero otros relatos mencionan a Sibargan como la capital, y los geógrafos al-Muqaddasi y Yaqut al-Hamawi consideraban a al-Yahudiyya (la moderna Mainama) como la capital. 
A pesar de la conquista árabe, una dinastía nativa, los farigúnidas, que afirmaban descender del héroe mitológico persa Faridun y llevaban el título de Guzgan-Khudha, continuaron gobernando desde su capital, Kundurm .   Se convirtieron en vasallos de los samánidas y luego de Mahmud de Gazni, una de cuyas hijas se casó con el emir farigúnida Abu'l-Abbas Ma'mun Farighun. Sin embargo, este último fue asesinado por sus propias tropas en 1016 y Mahmud entregó el gobierno de la región a su chambelán, Yalangtush .  Los farigúnidas fueron notables como mecenas de las artes y la literatura; el producto más notable de su corte es la obra geográfica anónima Hudud ul-'alam min al-mashriq ila al-maghrib .  